# Vía Colectora Maldonado-Tulcán
La Vía Colectora Maldonado-Tulcán (E182) es una vía secundaria  ubicada en la provincia de Carchi cerca de la frontera con Colombia. Esta colectora, de trazado oeste-este, nace en la localidad de Maldonado y termina en la Troncal de la Sierra (E35) en la ciudad de Tulcán.  La vía recorre paralelamente a la frontera colombo-ecuatoriana en casi todo su trayecto. Las localidades principales del trayecto son Maldonado, Tufiño y Tulcán.
- Datos: Q2262304